# محمد خليل
محمد خليل (8 نوفمبر 1986) لاعب كرة قدم بحريني يلعب حاليا لصالح نادي الدرجة الأولى الرفاع الشرقي البحريني في مركز الوسط الأيسر من 2004 كما يجيد اللعب في مركزي الجناح الأيسر والظهير الأيسر.

## الإنجازات
- كأس ملك البحرين (1): 2014